# Tennessee Tyrants 2020
Questa voce raccoglie le informazioni riguardanti i Tennessee Tyrants nelle competizioni ufficiali della stagione 2020.

## Stagione
I Tennessee Tyrants partecipano allo NVA Showcase, raggiungendo i quarti di finale nel torneo, tenutosi in seguito alla cancellazione del torneo NVA a causa della pandemia di COVID-19 negli Stati Uniti d'America.

## Organigramma societario
Area direttiva
- Presidente: Gianluca Grasso

Area tecnica
- Allenatore: Mauro Grasso

## Rosa
| N° | Nome             | Ruolo | Data di nascita | Nazionalità sportiva |
| -- | ---------------- | ----- | --------------- | -------------------- |
| 1  | Ryan Kenny       | P     | 30 agosto 1992  | Stati Uniti          |
| 2  | Dante McCoy      | S     | -               | Stati Uniti          |
| 3  | Mitch Wiskerchin | P     | -               | Stati Uniti          |
| 4  | Ian Capp         | P     | -               | Stati Uniti          |
| 5  | Ryan Alu         | L     | -               | Stati Uniti          |
| 6  | Eddie Keesecker  | S     | -               | Stati Uniti          |
| 8  | Race Munger      | S     | -               | Stati Uniti          |
| 9  | Jacob Milnazik   | S     | 16 giugno 1998  | Stati Uniti          |
| 10 | Dan Nugent       | S     | 27 giugno 1993  | Stati Uniti          |
| 11 | Elvis Minyakov   | O     | -               | Estonia              |
| 14 | Piotr Namiotko   | O     | -               | Polonia              |
| 17 | Sam Kull         | C     | -               | Stati Uniti          |
| 18 | Thomas Burrell   | C     | -               | Stati Uniti          |
| 19 | Ryan Adams       | S     | -               | Stati Uniti          |
| 20 | Matt Buffum      | C     | -               | Stati Uniti          |

## Statistiche

### Statistiche di squadra
| Competizione | Punti | In casa | In casa | In casa | In trasferta | In trasferta | In trasferta | Totale | Totale | Totale |
| Competizione | Punti | G       | V       | P       | G            | V            | P            | G      | V      | P      |
| ------------ | ----- | ------- | ------- | ------- | ------------ | ------------ | ------------ | ------ | ------ | ------ |
| NVA Showcase | 4     | 0       | 0       | 0       | 0            | 0            | 0            | 5      | 2      | 3      |
| Totale       | -     | 0       | 0       | 0       | 0            | 0            | 0            | 5      | 2      | 3      |

G = partite giocate; V = partite vinte; P = partite perse